# Stadionul Olimpic din Berlin
Olympiastadion (pronunție în germană [oˈlʏmpi̯aˈʃtaːdi̯ɔn]; Stadionul Olimpic) este un stadion din Berlin.

## Istoric
A fost construit la comanda fostului conducător german nazist, Adolf Hitler. A fost inaugurat în 1936 cu ocazia Jocurilor Olimpice de vară. Stadionul a găzduit Campionatul Mondial de Atletism din 2009 și Campionatul European de Atletism din 2018. Actualmente este stadionul oficial al clubului de fotbal Hertha Berlin.

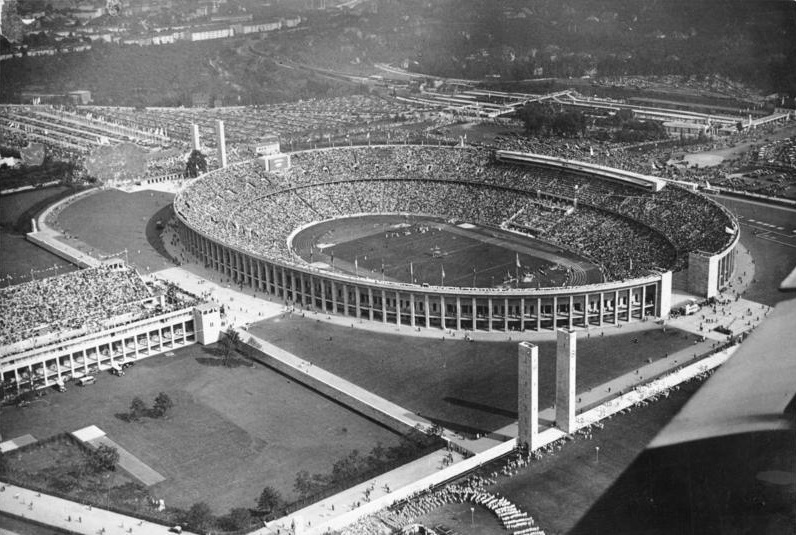
Olympiastadion în 1936
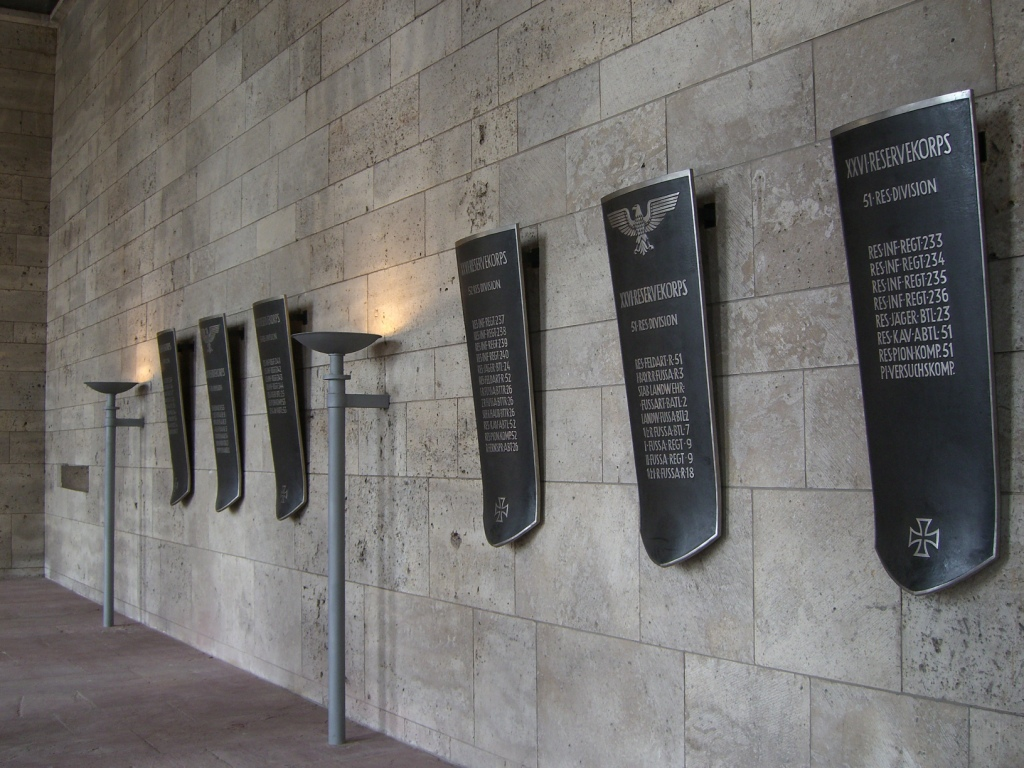
Langemarck-Halle
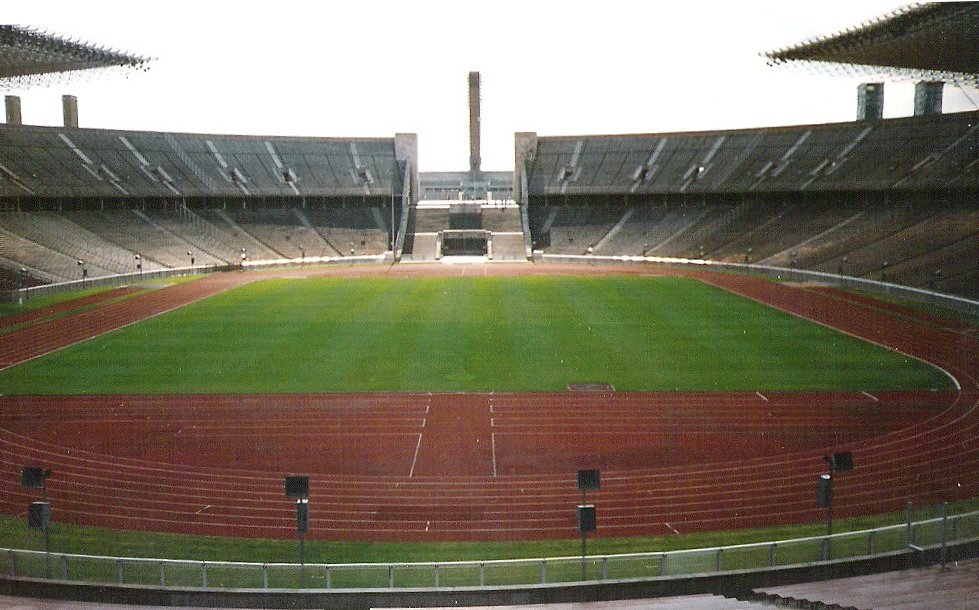
Stadionul înainte de renovare, în 2005
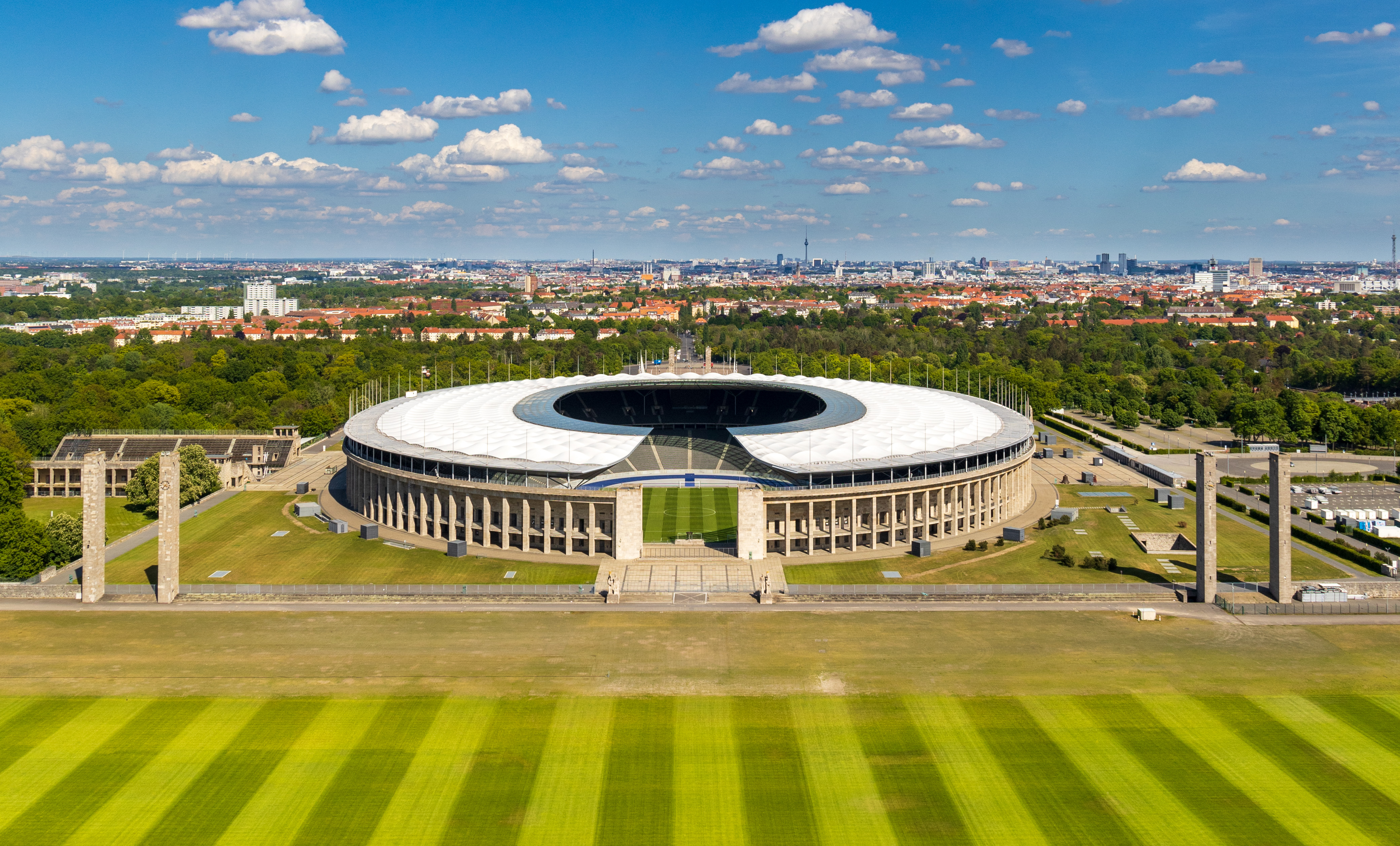
Olympiastadion în 2020

### Campionatul Mondial de Fotbal 1974
Unele meciuri din Grupa A (Germania de Vest, Chile, Germania de Est și Australia) de la Campionatul Mondial de Fotbal 1974 s-au jucat pe Olympiastadion. Al treilea meci, Australia vs Chile, s-a jucat pe o ploaie torențială. Gazda, Germania de Vest, a câștigat competiția.
| Data       | Echipa #1        | Scor | Echipa #2 | Runda            |
| ---------- | ---------------- | ---- | --------- | ---------------- |
| 1974-06-14 | Germania de Vest | 1–0  | Chile     | Runda 2, Grupa A |
| 1974-06-18 | Germania de Est  | 1–1  | Chile     | Runda 2, Grupa A |
| 1974-06-22 | Australia        | 0–0  | Chile     | Runda 2, Grupa A |

| Team             | Pt | M | V | E | Î | GM | GP | GD |
| ---------------- | -- | - | - | - | - | -- | -- | -- |
| Germania de Est  | 5  | 3 | 2 | 1 | 0 | 4  | 1  | 3  |
| Germania de Vest | 4  | 3 | 2 | 0 | 1 | 4  | 1  | 3  |
| Chile            | 2  | 3 | 0 | 2 | 1 | 1  | 2  | −1 |
| Australia        | 1  | 3 | 0 | 1 | 2 | 0  | 5  | −5 |

### Campionatul Mondial de Fotbal 2006
Stadionul a găzduit meciul final la Campionatul Mondial de Fotbal 2006 dintre Franța și Italia, și a fost locul celebrei lovituri de cap a lui Zinedine Zidane.
Meciurile care au avut loc pe stadion la campionat:
| Data          | Ora (CEST) | Echipa #1 | Rezultat          | Echipa #2 | Runda              | Spectatori |
| ------------- | ---------- | --------- | ----------------- | --------- | ------------------ | ---------- |
| 13 iunie 2006 | 21.00      | Brazilia  | 1 – 0             | Croația   | Grupa F            | 72.000     |
| 15 iunie 2006 | 21.00      | Suedia    | 1 – 0             | Paraguay  | Grupa B            | 72.000     |
| 20 iunie 2006 | 16.00      | Germania  | 3 – 0             | Ecuador   | Grupa A            | 72.000     |
| 23 iunie 2006 | 16.00      | Ucraina   | 1 – 0             | Tunisia   | Grupa H            | 72.000     |
| 30 iunie 2006 | 17.00      | Germania  | 1 – 1 (4 – 2 PEN) | Argentina | Sferturi de finală | 72.000     |
| 9 iulie 2006  | 20.00      | Italia    | 1 – 1 (5 – 3 PEN) | Franța    | Finala             | 72.000     |